# Derek Walcott
Derek Alton Walcott (23. ledna 1930 Castries – 17. března 2017 Cap Estate) byl rodák z ostrovního státu Svatá Lucie, spisovatel, dramatik a básník, nositel Nobelovy ceny za literaturu za rok 1992. Psal především v angličtině.
Karibský básník, dramatik a vizuální umělec Derek Walcott, se narodil roku 1930 v Castries na ostrově Santa Lucia v Západní Indii. Seamus Heaney o tomto obdivuhodném básníkovi řekl: „Walcottova řeč je darem Shakespeara a Bible – téměř hydraulické síle jeho slov lze stěží odolat.“
V básních Dereka Walcotta, ovlivněných historií evropské kolonizace západoindické kultury i rodinnou minulostí potomka někdejších otroků, se prolínají odkazy k anglické básnické tradici se symbolikou a imaginací, jež čerpají z vnitřního umělcova světa i jeho karibských kořenů. V roce 1992 byla Dereku Walcottovi udělena Nobelova cena „za poetické dílo neobyčejné zářivosti opírající se o historickou vizi, jež vychází z multikulturní angažovanosti“.
Napsal řadu sbírek poezie, mimo jiné V zelené noci, Mořské hrozny, Věštec, Bílé volavky, či Rozmařilec. Jeho nejznámějším dílem je epická báseň Omeros, která čerpá z Homéra.
„Derek Walcott dokázal přetvořit rodnou kulturu, historii a společnost v mýtus dnešní doby, epos, který se stal nedílnou součástí dějin západní literatury.“
Walcott žil na ostrově Santa Lucia a v New Yorku.